# Platin(IV)-sulfid
Platin(IV)-sulfid ist eine anorganische chemische Verbindung des Platins aus der Gruppe der Sulfide.

## Gewinnung und Darstellung
Platin(IV)-sulfid kann durch Reaktion einer stöchiometrischen Menge von Platin mit Schwefel gewonnen werden.
{\displaystyle \mathrm {Pt+2\ S\longrightarrow PtS_{2}} }

## Eigenschaften
Platin(IV)-sulfid ist ein grauschwarzer Feststoff. Er schmiert beim Zerreiben ähnlich Graphit oder Molybdänglanz. Trocken dargestelltes Platin(IV)-sulfid ist in Säuren und Alkalien völlig beständig und wird auch von Ammonium- und Alkalisulfidlösungen nicht angegriffen. Sein Verhalten an Luft und beim Glühen an Luft entspricht dem von Platin(II)-sulfid. Seine Kristallstruktur entspricht dem trigonalen Polytyp 2H vom Cadmium(II)-iodid-Typ (a = 353,7 pm, c = 501,9 pm).